# Mesophantia tisina
Mesophantia tisina är en insektsart som beskrevs av Dlabola 1983. Mesophantia tisina ingår i släktet Mesophantia och familjen Flatidae. Inga underarter finns listade i Catalogue of Life.